# Fábio Coentrão
Fábio Alexandre da Silva Coentrão (* 11. März 1988 in Vila do Conde) ist ein ehemaliger portugiesischer Fußballspieler.

## Karriere

### Vereine
Aus der Jugend von Rio Ave FC hervorgegangen, gehörte Coentrão bereits mit 16 Jahren zur Profimannschaft, die in der 1. Liga vertreten war. Nach drei Spielzeiten – 2005/06 und 2006/07 in der 2. Liga – wurde er zur Saison 2007/08 von Benfica Lissabon verpflichtet, einem von zahlreichen europäischen Spitzenvereinen, wie Real Madrid, Manchester United, FC Chelsea, der ihn von Talentsichtern beobachten ließ. In Pflichtspielen unberücksichtigt, wurde er über Leihgeschäfte zunächst an den madeirischen Ligakonkurrenten Nacional Funchal abgegeben, spielte bis 31. Dezember 2008 für den spanischen Zweitligisten Real Saragossa und ab 1. Januar 2009 (bis Ende der Saison) für den Erstliga-Aufsteiger Rio Ave.
In der Saison 2009/10 kam Coentrão nicht an dem Argentinier Ángel Di María, der im linken Mittelfeld spielte, vorbei und wurde zur Rückrunde zum linken Verteidiger umgeschult. Auf der Position spielte er dann die gesamte Rückrunde als Stammkraft und entwickelte sich hervorragend, was eine Nominierung zur WM in Südafrika mit sich brachte. Bei der WM spielte er so stark, dass große Klubs wie der FC Bayern München Interesse an ihm zeigten.
Im Juli 2011 wurde Coentrão für 30 Millionen Euro von Real Madrid verpflichtet. In der Spielzeit 2011/12 teilte er sich die Position des linken Außenverteidigers mit Marcelo und kam auf insgesamt 20 Liga- bzw. 33 Pflichtspieleinsätze. Am Saisonende gewann er mit den Königlichen die spanische Meisterschaft. In den folgenden drei Spielzeiten blieb er leistungs- und verletzungsbedingt meist nur Reservist. Eine wichtige Rolle spielte er jedoch in der Saison 2013/14, in der er unter Trainer Carlo Ancelotti in beiden Viertel- und Halbfinalspielen sowie im Endspiel der Champions League in der Startformation stand und zum Titelgewinn beitrug. Ferner stand er in jener Spielzeit in der Madrider Startelf des spanischen Pokalfinales, in dem der FC Barcelona mit 2:1 besiegt wurde.
In der Saison 2015/16 spielte Coentrão auf Leihbasis für die AS Monaco in der französischen Ligue 1. Zur Saison 2016/17 kehrte er zu Real Madrid zurück und gewann erneut die spanische Meisterschaft und Champions League. Mit lediglich sechs Pflichtspieleinsätzen war sein Anteil an diesen Erfolgen jedoch gering. In der Saison 2017/18 spielte Coentrão erneut auf Leihbasis für Sporting Lissabon und gewann den portugiesischen Ligapokal.
Ende August 2018 kehrte Coentrão zum Rio Ave FC zurück. Sein nach der Saison 2018/19 auslaufender Vertrag wurde nicht verlängert. Nachdem ein Wechsel zum griechischen Klub PAOK Thessaloniki gescheitert war, befand sich Coentrão auf Vereinssuche. Am 29. Januar 2020 gab er sein Karriereende bekannt. Nach einem Jahr ohne Verein schloss sich Coentrão nochmals für eine Saison seinem Jugendklub Rio Ave an. Nach dem Karriereende als Aktiver trat er in die Fußstapfen seines Vaters und wurde Fischer.

### Nationalmannschaft
Erfahren durch Einsätze in der U-20-Nationalmannschaft, nahm Coentrão an der Junioren-Weltmeisterschaft 2007 teil, kam dreimal zum Einsatz und schied mit der U-20-Nationalmannschaft bereits im Achtelfinale gegen Chile aus. Am 14. November 2009 gab er sein Debüt in der A-Nationalmannschaft, die in Lissabon mit 1:0 über Bosnien-Herzegowina im WM-Relegations-Hinspiel gewann.
Bei der anschließenden WM stand er in allen Partien der portugiesischen Nationalmannschaft auf dem Platz, ohne eine einzige Minute zu verpassen. Durch eine 0:1-Niederlage gegen Spanien schied er jedoch im Achtelfinale mit seinem Team aus.
Auch bei der Europameisterschaft 2012 gehörte Coentrão zu den Leistungsträgern in der portugiesischen Elf. Er bestritt sämtliche Turnierspiele seiner Mannschaft und trug mit seinen Leistungen wesentlich dazu bei, dass Portugal überraschend das Halbfinale erreichte. Daraufhin wurde er in die Mannschaft des Turniers aufgenommen.

## Erfolge
Benfica Lissabon
- Portugiesischer Meister: 2010
- Portugiesischer Ligapokalsieger: 2010, 2011

Real Madrid
- Champions-League-Sieger: 2014, 2017
- UEFA-Super-Cup-Sieger: 2014, 2016
- FIFA-Klub-Weltmeister: 2014, 2016
- Spanischer Meister: 2012, 2017
- Spanischer Pokalsieger: 2014
- Spanischer Supercupsieger: 2012

Sporting Lissabon
- Portugiesischer Ligapokalsieger: 2018

### Auszeichnungen
- Aufnahme ins UEFA-All-Star-Team der Europameisterschaft 2012

## Sonstiges
Coentrão ist verheiratet und hat zwei Kinder.
Sein Cousin Rui (* 1992) ist ebenfalls ein Profifußballspieler.
Bei der 2007 vom World Soccer Magazine veröffentlichten Liste der 50 größten Fußballtalente, in der Coentrão den 19. Rang belegte, ließ er Spieler wie Toni Kroos, Mesut Özil oder Theo Walcott hinter sich.